# Ђиразоле (Алесандрија)
Ђиразоле је насеље у Италији у округу Алесандрија, региону Пијемонт.
Према процени из 2011. у насељу је живело 180 становника. Насеље се налази на надморској висини од 170 м.